# Gabriel Chadan
Gabriel Fernandes Pereira (São Paulo, 9 de dezembro de 1987), mais conhecido pelo nome artístico Gabriel Chadan, é um ator e músico brasileiro.

## Carreira
Iniciou a sua carreira como ator através do cinema, participando do curta-metragem Do Céu ao Inferno e interpretando Danilo no filme Desenrola.
Em 2011, fez a sua estreia na televisão, integrando no elenco da 18.ª temporada de Malhação da Rede Globo, interpretando o antagonista Lúcio, o vilão principal da trama.
Em 2012, viveu o jogador de futebol mulherengo Wallerson na novela das nove Avenida Brasil. Em 2013, interpretou o garçom Adoniran na novela das nove Amor À Vida. Em 2014, ele, a sua namorada Ana Terra Blanco e seu amigo Alan Alves, formaram juntos a banda "Fulanos & Ciclanos" e lançaram o primeiro extended play do grupo "A Energia É Boa!", que contém quatro faixas inéditas.
Em 2016, participou da minissérie Liberdade, Liberdade da Rede Globo, interpretando José Joaquim da Veiga Vale. No mesmo ano, integrou no elenco da novela das nove A Lei Do Amor, interpretando Robinson. Na trama seu personagem era filho de Mileide (Heloísa Périssé) e era incentivado pela mãe a se tornar famoso. Trabalhava como frentista no posto de Selete (Cláudia Raia) e tinha um envolvimento amoroso com ela e Luciana (Grazi Massafera). Mas ao conhecer Camila (Bruna Hamú) se apaixonou por ela e passou a se fingir de rico para conquista-la. No final da trama, se casou com ela e seguiu a carreira na política.
Em 2018, viveu o funkeiro MC Pimenta em Malhação: Viva a Diferença, da Rede Globo.
Em 2019, integrou no elenco da série Juacas, exibida pelo Disney Channel Brasil, interpretando Marcelo Mahla.

## Vida pessoal
Entre 2003 e 2009, namorou por seis anos, a atriz Bianca Bin.
Em 2010, durante as gravações de Malhação, começou a namorar a atriz Ana Terra Blanco, que é  irmã da cantora Lua Blanco.
Em novembro de 2018, nasceu Gaia Blanco Pereira, a primeira filha do casal, que nasceu através de parto humanizado.

## Filmografia

### Televisão
| Ano        | Título                     | Papel                        | Notas                                                        |
| ---------- | -------------------------- | ---------------------------- | ------------------------------------------------------------ |
| 2010 –2011 | Malhação                   | Lúcio Diégues                | Antagonista                                                  |
| 2012       | Avenida Brasil             | Wallerson                    | Episódios: "24 de setembro–10 de outubro"                    |
| 2013       | Amor À Vida                | Adoniran Lobo                |                                                              |
| 2016       | Liberdade, Liberdade       | José Joaquim Maia e Barbalho | Episódio: "11 de abril" Episódios: "25 de julho–1 de agosto" |
| 2016       | A Lei do Amor              | Robinson Chaves Rocha        |                                                              |
| 2017       | Malhação: Viva a Diferença | Cleiton (MC Pimenta) Salles  | Episódios: "15 de junho–10 de julho"                         |
| 2019       | Juacas                     | Marcelo Mahla                | Série do Disney Channel Brasil; temporada 2                  |
| 2019       | Amor de 4                  | Quique                       | Temporada 2                                                  |
| 2023       | DNA do Crime               | Cauã                         |                                                              |

### Cinema
| Ano  | Título            | Papel  | Notas          |
| ---- | ----------------- | ------ | -------------- |
| 2008 | Do Céu ao Inferno |        | Curta-Metragem |
| 2011 | Desenrola         | Danilo |                |

### Vídeoclipes
| Ano  | Música          | Cantor  |
| ---- | --------------- | ------- |
| 2018 | Santa Protetora | MV Bill |

## Teatro
| Ano  | Título                            | Papel         |
| ---- | --------------------------------- | ------------- |
| 2011 | Garotos                           | [ 22 ]        |
| 2013 | Favela                            | Murilo        |
| 2016 | Roleta Russa                      | Lucas         |
| 2017 | E o Vento Vai Levando Tudo Embora | [ 23 ] [ 24 ] |

## Discografia

### "Fulanos & Ciclanos"
Extended Plays (EPs)
- A Energia é Boa (2014)